# 天龙山
天龙山，古称方山，海拔1370米，分东西两峰， 北齐皇建元年（560年）兴建天龙寺，山以寺得名。天龙山为天龙山国家森林公园的主景区，也是天龙山石窟的所在。